# Arremon abeillei
Arremon abeillei là một loài chim trong họ Emberizidae.